# ورلیندن ۲۰۷۹۸
سیارک ۲۰۷۹۸ (به انگلیسی: 20798 Verlinden، نامگذاری:2000SH172) بیست هزار و هفتصد و نود و هشتمین سیارک کشف شده‌است که در ۲۷ سپتامبر ۲۰۰۰ کشف شد.
قدر مطلق سیارک برابر ۱۹.۵ است.